# Karoxbostel
Karoxbostel gehört zum Ortsteil Hittfeld der Gemeinde Seevetal im niedersächsischen Landkreis Harburg.

## Geografie und Verkehrsanbindung
Der Ort liegt etwa 3 km südlich der Landesgrenze zu Hamburg. Am östlichen Ortsrand fließt die Seeve, ein linker Nebenfluss der Elbe. Südlich erstreckt sich das 28 ha große Naturschutzgebiet Altes Moor.
Der Ort liegt zu beiden Seiten der A 39 zwischen der westlich verlaufenden A 7 und der östlich verlaufenden A 1 in geringer Entfernung vom östlich liegenden Maschener Kreuz und vom südlich liegenden Horster Dreieck.

## Wassermühle Karoxbostel

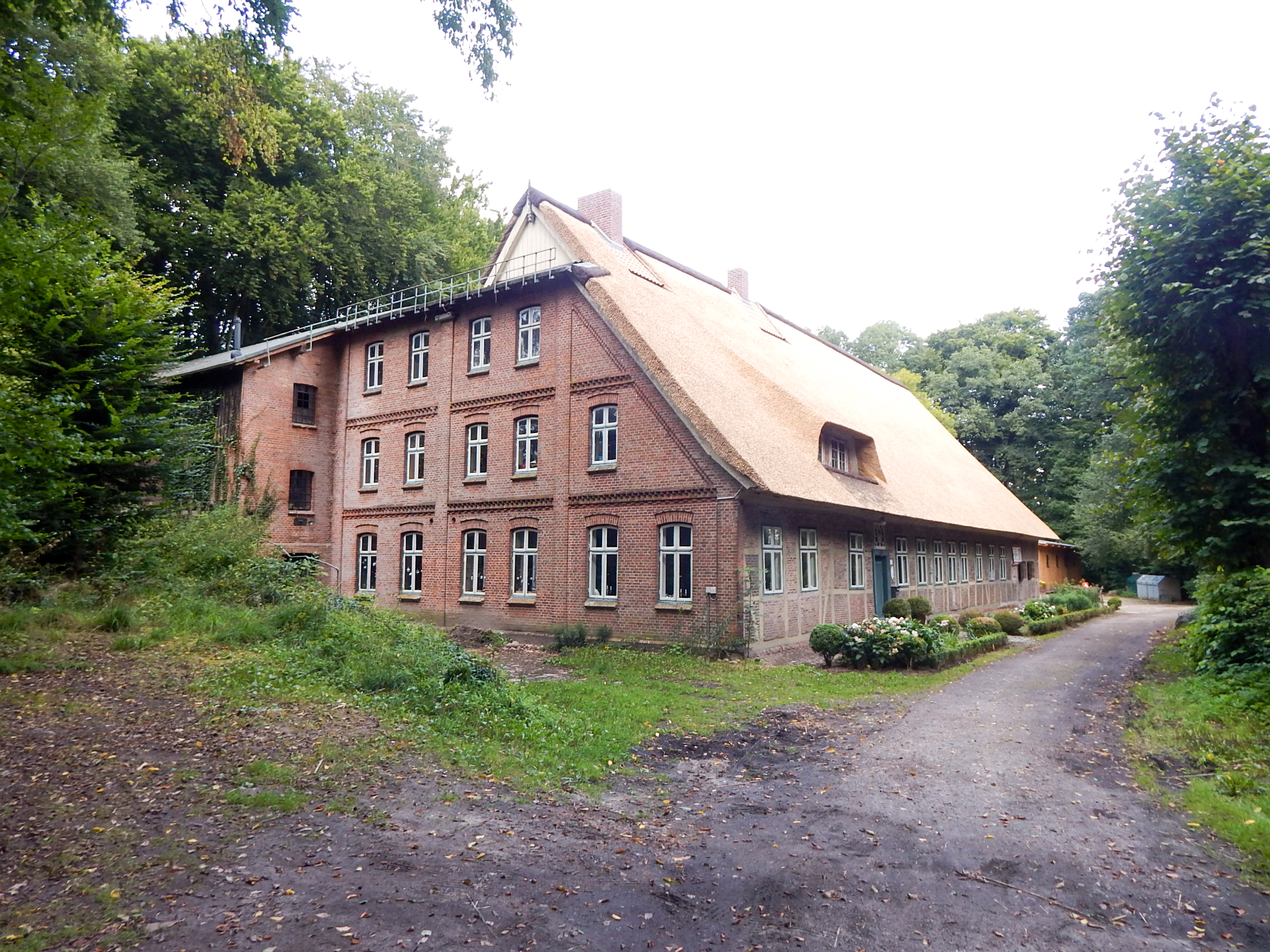
Gebäudeensembles der Wassermühle Karoxbostel

Im Jahr 2012 gründete sich der Verein Wassermühle Karoxbostel mit 88 Mitgliedern zur Rettung des Gebäudeensembles der Wassermühle Karoxbostel. Der Komplex besteht aus einem Wohn- und Wirtschaftsgebäude von 1817, der Wassermühle aus dem Jahr 1893 und Nebengebäuden. Der Verein erwarb das Gelände und renovierte die Anlage bis 2015. Mit heute (2017) rund 1000 Mitgliedern ist der Verein der mitgliederstärkste Mühlenverein in Deutschland.